# Гросмюлинген
Гросмюлинген (нем. Großmühlingen) — посёлок в Германии, в земле Саксония-Анхальт. 

## История
С 29 декабря 2007 года расположен в Бёрделанде.

## География
Входит в состав района Шёнебек. Подчиняется управлению Зюдёстлихес Бёрделанд. Население 1090 чел. Занимает площадь 12,75 км².